# Ciclos (álbum de Luis Enrique)
Ciclos es el título del 17°. álbum de estudio grabado por el cantautor y músico nicaragüense-estadounidense de salsa Luis Enrique, Fue lanzado al mercado bajo el sello discográfico Top Stop Music el 19 de mayo de 2009.

## Lista de canciones
1. "Yo No Sé Mañana" (Jorge Luis Piloto, Jorge Villamizar) - 4:19
2. "Cómo Volver a Ser Feliz" (Amaury Gutiérrez, Luis Enrique Mejía) - 4:11
3. "Sonríe" (Sergio George, Mejía, Fernando Osorio) - 4:14
4. "Sombras Nada Más" (José María Contursi, Francisco Lomuso) - 4:27
5. "Parte de Este Juego" (Gian Marco Zignago) - 4:02
6. "No Me Des la Espalda" (Gutiérrez) - 4:46
7. "Autobiografía" (Mejía, Piloto) - 4:34
8. "Cambia" (Carlos Varela) - 4:59
9. "Inocencia" (Mejía, Osorio) - 4:19
10. "Abre Tus Ojos" (Mejía, Osorio) - 3:47
11. "Yo No Sé Mañana" (Piloto, Villamizar) (Versión pop) - 3:51

## Ficha artística
- José Aguirre – trompeta, arreglo de cuernos
- Carlos Álvarez – mezcla
- Juan Mario Aracil "Mayito" – ingeniero
- Alberto Barros – trombón
- Ahmed Barroso – guitarra
- Bob Benozzo – arreglista, teclado, programación, productor, ingeniero
- LaTisha Cotto – director
- Tom Coyne – masterización
- Leonardo Di Angilla – percusión
- Luis Enrique – guitarra, percusión, coro
- Sergio George – arreglista, productor
- Guianko Gómez – coro
- Andrés Hernández – fotografía
- Raúl Hernández – concepto, diseño de la portada
- Lee Levin – batería
- Luis Márquez – arreglo de cuernos
- Elio Rivagli – batería
- Héctor Rubén Rivera – coordinación de la producción
- Reubén Rodríguez – bajo
- Milton Salcedo – teclado
- José Sibaja – trumpeta
- Manolito – arreglista
- Rafael Solano – conga, shekere
- Andrea Valfré – ingeniero
- Ismael Vergara – saxofón
- Robert Vilera – bongó, timbales, timbre

## Posición en las listas
Álbum
| Año  | Lista                            | Álbum  | Posición |
| ---- | -------------------------------- | ------ | -------- |
| 2009 | Billboard Tropical Albums        | Ciclos | 1        |
| 2009 | Billboard 200                    | Ciclos | 126      |
| 2009 | Billboard Top Independent Albums | Ciclos | 18       |
| 2009 | Billboard Top Latin Albums       | Ciclos | 2        |

Sencillos
| Año  | Lista                            | Sencillo                | Posición |
| ---- | -------------------------------- | ----------------------- | -------- |
| 2009 | Billboard Hot Latin Songs        | Cómo volver a ser feliz | 24       |
| 2009 | Billboard Latin Pop Airplay      | Cómo volver a ser feliz | 16       |
| 2009 | Billboard Tropical Airplay       | Cómo volver a ser feliz | 6        |
| 2009 | Billboard Hot Latin Songs        | Yo no sé mañana         | 6        |
| 2009 | Billboard Latin Pop Airplay      | Yo no sé mañana         | 28       |
| 2009 | Billboard Latin Tropical Airplay | Yo no sé mañana         | 1        |
| 2009 | Billboard Hot Latin Songs        | Yo no sé mañana         | 12       |
| 2009 | Billboard Latin Pop Airplay      | Yo no sé mañana         | 12       |
| 2009 | Billboard Tropical Airplay       | Yo no sé mañana         | 1        |
| 2010 | Billboard Latin Pop Airplay      | Sonríe                  | 30       |

### Sucesión y posicionamiento
| Predecesor: El caballero de la salsa de Gilberto Santa Rosa | U.S. Billboard Tropical Albums — Álbum N°. 1 6 de junio de 2009 - 26 de junio de 2009 | Sucesor: The Last de Aventura |

## Premios

### Premios Grammy Latinos
El álbum recibió cinco nominaciones a los Premios Grammy Latinos y ganó en estas dos categorías:
- Mejor álbum de salsa: Ciclos
- Mejor canción tropical: "Yo no sé mañana" (Jorge Luis Piloto and Jorge Villamizar, compositores)

El álbum también recibió las siguientes nominaciones:
- Álbum del año: Ciclos
- Canción del año: "Yo no sé mañana" (Jorge Luis Piloto and Jorge Villamizar, compositores)
- Productor del año: Sergio George

### Premios Grammy
El álbum ganó el premio a los Premios Grammy 2010 en la siguiente categoría:
- Mejor álbum latino tropical